# 114 Eskadra IAF

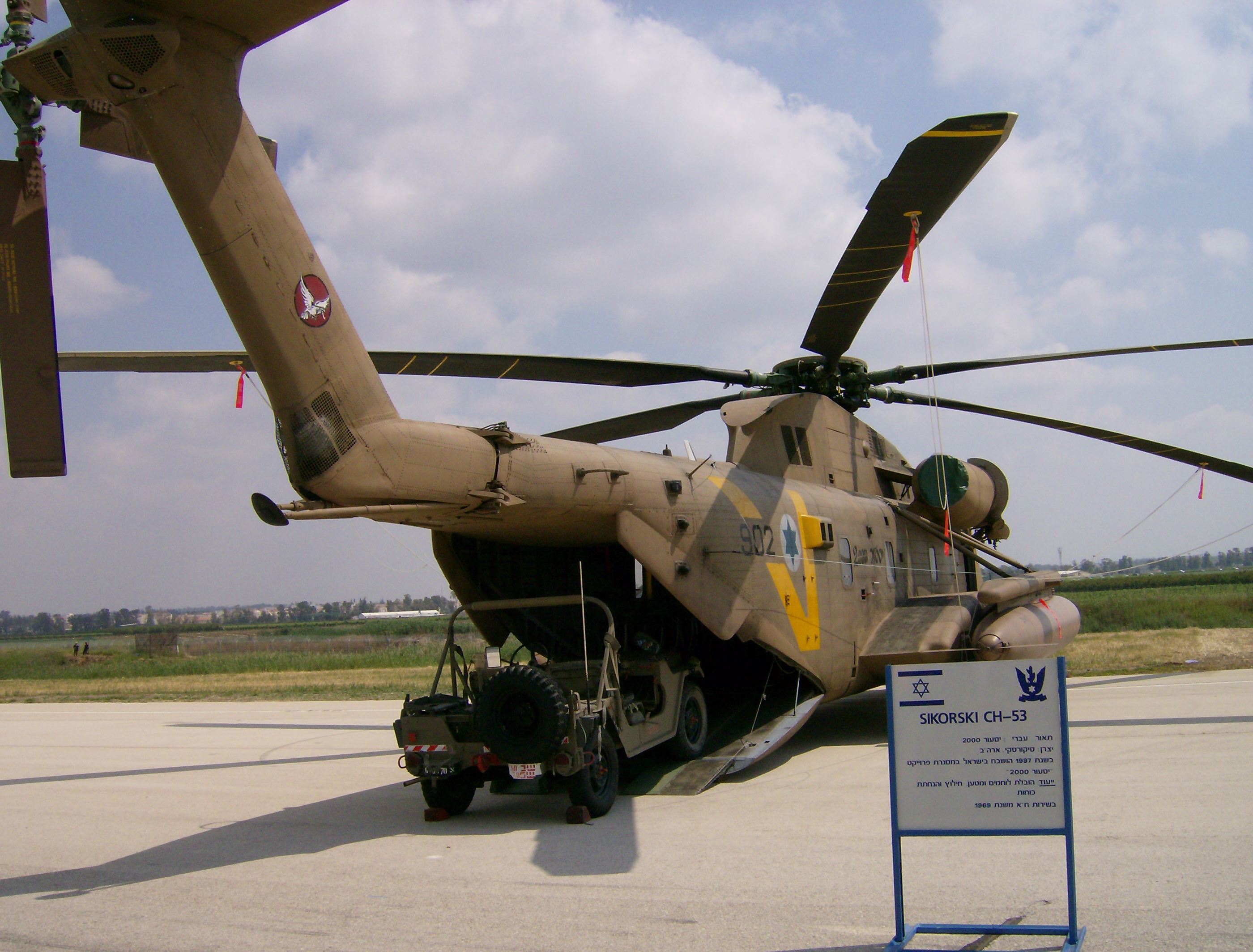
S-65 Yas’ur

114 Eskadra (Przywódcy Nocy) – helikopterowa eskadra Sił Powietrznych Izraela, bazująca w Tel Nof w Izraelu.

## Historia
Eskadra została sformowana w marcu 1949 i początkowo składała się z samolotów wielozadaniowych Avro Anson i Airspeed Consul. W 1956 eskadrę rozwiązano, by ponownie sformować w 1966 jako formację ciężkich helikopterów transportowych SA 321 Super Frelon.
Podczas wojny Jom Kipur w 1973 helikoptery transportowały rannych z linii frontu i uczestniczyły w kilku innych operacjach przerzutu wojska. Wkrótce po wojnie wprowadzono do użycia ciężkie helikoptery transportowe S-65-C3. Podczas wojny libańskiej w 1982 pełniły one misje transportowe.
Podczas II wojny libańskiej w 2006 helikoptery 114 Eskadry wzięły udział w operacjach bojowych w południowym Libanie.

## Wyposażenie
Na wyposażeniu 114 Eskadry znajdują się następujące helikoptery:
- ciężkie helikoptery transportowe S-65-C3.